# Filippo Planzone
Filippo Planzone, genannt Il Siciliano (* 1610 in Nicosia; † 1636 in Genua) war ein italienischer Bildhauer aus Sizilien.

## Leben
In jungen Jahren kam Planzone nach Genua, wo er als Soldat diente. In seiner Freizeit betätigte er sich als Holzschnitzer. Seine Arbeiten erregten die Aufmerksamkeit des Kunstmäzens Battista Dalla Torre, der ihm einen Besuch der dortigen Kunstschule ermöglichte.
Planzone entwickelte sich zu einem der führenden Elfenbein- und Korallenschnitzer seiner Zeit. Seine Auftraggeber waren der Großherzog von Toskana Ferdinando II. de’ Medici, Papst Urban VIII. und zahlreiche private Sammler. Er starb im Alter von 26 Jahren auf einer Reise nach Rom.
Im Museo degli Argenti im Palazzo Pitti (Florenz) befindet sich eine filigrane Elfenbeinschnitzerei vom Künstler mit der Darstellung eines Pferdes.